# Kneaje, Zolociv
Kneaje (în ucraineană Княже) este o comună în raionul Zolociv, regiunea Liov, Ucraina, formată numai din satul de reședință.

## Demografie
Componența lingvistică a comunei Kneaje
     Ucraineană (99,51%)
     Alte limbi (0,49%)
Conform recensământului din 2001, majoritatea populației comunei Kneaje era vorbitoare de ucraineană (99,51%), existând în minoritate și vorbitori de alte limbi.